# 미스트리스 (2013년 드라마)
《미스트리스》(영어: Mistresses)는 ABC에서 2013년부터 2016년까지 방송된 미국의 미스터리 드라마 연속극이다. 영국의 동명 텔레비전 시리즈가 원작이다. 스스로가 정부(mistress)가 되거나 역으로 배우자의 내연녀를 발각하는 등 각자 불륜이 관련된 복잡한 관계에 얽히는 네 친구들의 삶을 그린다.

## 출연진
| 얼리사 밀라노     | 서배너 "새비" 데이비스 | 메인      | 메인      | 출연 없음 | 출연 없음 |
| 김윤진            | 캐런 김 의사           | 메인      | 메인      | 메인      | 메인      |
| 로셸 에이츠       | 에이프릴 멀로이        | 메인      | 메인      | 메인      | 메인      |
| 제스 매캘런       | 조슬린 "조스" 카버     | 메인      | 메인      | 메인      | 메인      |
| 브렛 터커         | 해리 데이비스          | 메인      | 메인      | 메인      | 메인      |
| 에릭 스토클린     | 샘 그레이              | 메인      | 출연 없음 | 출연 없음 | 출연 없음 |
| 제이슨 조지       | 도미닉 테일러          | 메인      | 메인      | 게스트    | 게스트    |
| 제니퍼 에스포지토 | 캘리스타 레인스        | 출연 없음 | 출연 없음 | 메인      | 출연 없음 |
| 롭 메이스         | 마크 니클비            | 출연 없음 | 출연 없음 | 메인      | 메인      |
| 태브릿 베설       | 케이트 데이비스        | 출연 없음 | 게스트    | 출연 없음 | 메인      |